# أنطون فولكوف
أنطون فولكوف (بالروسية: Волков, Антон Игоревич)‏ (20 أغسطس 1990 بسانت بطرسبرغ في روسيا - ) هو لاعب كرة قدم روسي في مركز الهجوم. لعب مع نادي سكونتو وفولغا تفير ‏ وJFK Olimps ‏ ونادي خيمكي وساتورن-2 لمنطقة موسكو ‏.

## وصلات خارجية
- أنطون فولكوف على موقع قاعدة بيانات كرة القدم.إي يو (الإنجليزية)
- أنطون فولكوف على موقع Soccerway.com (الإنجليزية)